# Schauder-bázis
A funkcionálanalízisben egy Banach-tér Schauder-bázisa egy {\displaystyle (b_{n})_{n\in \mathbb {N} }} sorozat, ha minden vektor előáll {\displaystyle \sum _{n=1}^{\infty }\xi _{n}\cdot b_{n},\;\xi _{n}\in \mathbb {K} } konvergens sorként. Megkülönböztetendő a Hamel-bázistól, aminek véges lineáris kombinációkkal kell előállítania a tér vektorait.
A Schauder-bázis a lengyel Juliusz Schauderről (1899–1943) kapta a nevét, aki 1927-ben írta le.

## Definíció
Legyen {\displaystyle (X,\left\|\cdot \right\|)} Banach-tér a {\displaystyle \mathbb {K} =\mathbb {R} } vagy {\displaystyle \mathbb {C} } fölött! Egy {\displaystyle (b_{n})_{n\in \mathbb {N} }} sorozat Schauder-bázis {\displaystyle X}-ben, ha minden {\displaystyle x\in X} előáll {\displaystyle \textstyle x=\sum _{n=1}^{\infty }\xi _{n}\cdot b_{n},\;\xi _{n}\in \mathbb {K} } konvergens sorként.

## Példák
A {\displaystyle \textstyle \ell ^{p}:=\left\{(x_{j})_{j=1}^{\infty },x_{j}\in \mathbb {R} \,:\,\sum _{j=1}^{\infty }|x_{j}|^{p}<\infty \right\}} sorozattérben a {\displaystyle \textstyle \left\|x\right\|_{\ell ^{p}}={\sqrt[{p}]{\sum _{j=1}^{\infty }|x_{j}|^{p}}}} ℓp-normájú halmaznak Schauder-bázisa a {\displaystyle (1,0,0,\dotsc ),(0,1,0,0,\dotsc ),\dotsc } egységvektorok.
Végezzük el a {\displaystyle h_{1}(x)=1} helyettesítésre minden {\displaystyle x\in [0,1]}-re, és definiáljuk minden {\displaystyle 1\leq i\leq 2^{n}}, {\displaystyle n\in \mathbb {N} _{0}}-re {\displaystyle h_{2^{n}+i}\colon [0,1]\rightarrow \mathbb {R} }-t úgy, mint:
{\displaystyle h_{2^{n}+i}(x)={\begin{cases}1,&(2i-2)/2^{n+1}\leq x<(2i-1)/2^{n+1},\\-1,&(2i-1)/2^{n+1}\leq x<2i/2^{n+1},\\0&{\text{egyébként}}.\end{cases}}}
Konstans tényező erejéig minden {\displaystyle h_{k}} egy {\displaystyle [0,1)}-re korlátozott Haar-wavelet függvény. A Haar Alfrédról Haar-rendszernek nevezett {\displaystyle (h_{k})_{k\in \mathbb {N} }} sorozat az Lp([0,1]) térben a {\displaystyle 1\leq p<\infty } halmaz Schauder-bázisa.
A {\displaystyle C([0,1])} egy Schauder-bázisának konstruálásához legyen {\displaystyle (q_{n})_{n\in \mathbb {N} }} egy ismétlések nélküli, sűrű sorozat {\displaystyle [0,1]}-ben, és legyen {\displaystyle q_{1}=0,q_{2}=1}! Ehhez vesszük például az egységintervallum racionális pontjainak bijektív felsorolását, például felezéses módszerrel: {\displaystyle 0,1,{\tfrac {1}{2}},{\tfrac {1}{4}},{\tfrac {3}{4}},{\tfrac {1}{8}},{\tfrac {3}{8}},{\tfrac {5}{8}},{\tfrac {7}{8}},\ldots ,{\tfrac {2k+1}{2^{n}}},\ldots }
Legyen minden {\displaystyle n\in \mathbb {N} }-re definiálva {\displaystyle e_{n}\in C([0,1])} úgy, hogy {\displaystyle e_{1}} = konstans 1, és minden további {\displaystyle n>1}-re legyen {\displaystyle e_{n}(q_{n})=1}, {\displaystyle e_{n}(q_{k})=0} minden {\displaystyle k=1,\ldots ,n-1}-re, és {\displaystyle e_{n}} legyen affin-lineáris {\displaystyle [0,1]\setminus \{q_{1},\ldots ,q_{n}\}}-en! Ekkor az {\displaystyle (e_{n})_{n\in \mathbb {N} }} sorozat Schauder-bázisa C([0,1])-nek. Ez a konstrukció Juliusz Schaudertől származik, és ezt a bázist nevezik a Schauder-bázisnak.

## Tulajdonságok

### Általános tulajdonságok
Ha egy Banach-térben van Schauder-bázis, akkor szeparábilis, mivel a véges lineáris kombinációk a {\displaystyle \mathbb {Q} }, illetve {\displaystyle \mathbb {Q} +i\mathbb {Q} }-ból származó együtthatókkal sűrű, megszámlálható halmazt alkotnak.
A megfordítás nem teljesül: ha egy Banach-tér szeparábilis, az nem garantál Schauder-bázist.
A Schauder-bázisos Banach-terek approximációs tulajdonságúak.
Végtelen dimenziós vektorterekben egy Schauder-bázis sosem Hamel-bázis, mivel végtelen dimenziós terekben egy Hamel-bázis mindig megszámlálhatatlan. Lásd: Baire-tétel.

### Együttható-funkcionálok
Egy {\displaystyle x\in X} elem ábrázolása egy Schauder-bázisban definíció szerint egyértelmű. A {\displaystyle b_{n}^{\ast }\colon x\mapsto \xi _{n}} hozzárendeléseket együttható-funkcionáloknak nevezik; folytonosak és lineárisak, így elemei {\displaystyle X} duális terének.

### További tulajdonságok
Ha {\displaystyle (b_{n})_{n\in \mathbb {N} }} az {\displaystyle X} Banach-tér Schauder-bázisa, akkor van egy {\displaystyle K>0} konstans úgy, hogy  ha {\displaystyle p<q}, akkor bárhogy választjuk az {\displaystyle \xi _{n}\in {\mathbb {K} }} skalárokat, teljesül a
{\displaystyle \textstyle \left\|\sum _{n=1}^{p}\xi _{n}b_{n}\right\|\,\leq \,K\cdot \left\|\sum _{n=1}^{q}\xi _{n}b_{n}\right\|} egyenlőtlenség. A megfelelő {\displaystyle K>0} számok infimumát báziskonstansnak nevezik. A bázis monoton, ha báziskonstans egyenlő eggyel.
Egy {\displaystyle (b_{n})_{n\in \mathbb {N} }} bázis korlátosan teljes, ha skalárok minden {\displaystyle (\xi _{n})_{n\in \mathbb {N} }} sorozatára, ahol {\displaystyle \textstyle \sup _{m\in \mathbb {N} }\left\|\sum _{n=1}^{m}\xi _{n}b_{n}\right\|<\infty } létezik {\displaystyle x\in X}, amire {\displaystyle \textstyle x=\sum _{n=1}^{\infty }\xi _{n}b_{n}}.
Legyen továbbá {\displaystyle X_{n}\subset X} a {\displaystyle (b_{j})_{j\geq n}} által generált zárt altér, és minden {\displaystyle f\in X\,'} elemre legyen {\displaystyle \|f|_{X_{n}}\|} a korlátos {\displaystyle f|_{X_{n}}\in X_{n}'} funkcionál normája. A bázis zsugorodó, ha {\displaystyle \lim _{n\to \infty }\|f|_{X_{n}}\|=0} eleme minden {\displaystyle f\in X\,'}-re.
Végezetül feltétlen bázisról beszélünk, ha minden {\displaystyle \textstyle x=\sum _{n=1}^{\infty }\xi _{n}b_{n}} sor bázis szerinti kifejtése feltétlen konvergens. Az {\displaystyle \ell ^{p}}-terek standard bázisai feltétlen konvergensek. A {\displaystyle C([0,1])} térnek nincs feltétlen bázisa. A Pelczynski-féle u-tulajdonsággal megmutatható, hogy nem is altere olyan Banach-térnek, melynek feltétlen bázisa van. Továbbá belátható, hogy a Haar-rendszer {\displaystyle L^{p}([0,1])}-ben minden {\displaystyle 1<p<\infty } esetén feltétlen bázis. Ha viszont {\displaystyle p=1}, akkor nem feltétlen bázis. A {\displaystyle L^{1}([0,1])} térnek nincs feltétlen bázisa.

### Robert C. James tételei
Tétel: Legyen {\displaystyle X} Schauder-bázisos Banach-tér; ekkor {\displaystyle X} reflexív, ha a bázis teljes és zsugorodó.
Feltétlen Schauder-bázis esetén a tér jellemezhető bizonyos alterek tartalmazásával. Legyen {\displaystyle X} Banach-tér, feltétlen Schauder-bázissal; ekkor:
- {\displaystyle X} nem tartalmaz a c0-lal izomorf alteret; ekkor a tér korlátosan teljes.
- {\displaystyle X} nem tartalmaz az {\displaystyle \ell ^{1}}-gyel izomorf alteret; ekkor a bázis zsugorodó.

A tétel következménye: Legyen {\displaystyle X} Banach-tér, feltétlen Schauder-bázissal; ekkor  {\displaystyle X} pontosan akkor reflexív. ha {\displaystyle X} nem tartalmaz {\displaystyle c_{0}}-hoz vagy {\displaystyle \ell ^{1}}-gyel izomorf alteret.

## Fordítás
Ez a szócikk részben vagy egészben  a   Schauderbasis című angol Wikipédia-szócikk fordításán alapul.  Az eredeti cikk szerkesztőit annak laptörténete sorolja fel. Ez a jelzés csupán a megfogalmazás eredetét és a szerzői jogokat jelzi, nem szolgál a cikkben szereplő információk forrásmegjelöléseként.